# José Montoto
José Montoto y González Hoyuela (Lora del Río, 15 de febrero de 1889-ibidem, 30 de mayo de 1977) fue un periodista y escritor español, sobrino nieto de José María Montoto López Vigil.

## Biografía
Nacido en el número 13 de la céntrica calle Colón de Lora del Río, allí vivió los años de su infancia.
Cursó estudios de bachillerato en los Escolapios de Sevilla, y en ese tiempo ya le vino la vocación literaria, haciendo colaboraciones en la revista Calasancia. Años después estudió Derecho y de Filosofía y Letras; en 1910 se licenció en la Facultad de Derecho de Granada, y en 1912 en la de Filosofía y Letras de la Universidad de Sevilla.
En 1914 ingresó en el cuerpo de Facultativos de Archiveros Bibliotecarios y Arqueólogos, siendo nombrado director de Museo Arqueológico, primero de Jaén, entre 1915 y 1919, y luego de Cádiz, entre 1920 y 1931.
Mientras vivió en Cádiz alternó sus preparativos a oposiciones a notaría con una actividad periodística que ya no dejará nunca. Así, en 1923 fue director de "La Provincia", un periódico de vida breve, pasando luego a "La Información", donde escribió durante siete años las editoriales y la sección "Notas al día", relatos cortos y sencillos escritos bajo el pseudónimo de "Curro Sevilla".
En 1932 pasó a vivir a Sevilla como director de la Biblioteca Provincial y Universitaria, siendo nombrado en 1934 director de "El Correo de Andalucía", cargo que ocupó durante 33 años. En ese tiempo intensificó su tarea literaria y periodística e impartió conferencias en centros académicos y culturales. Nombrado Académico de Buenas Letras, colaboró también en otros diarios como "El ideal de Granada", el diario "Ya" de Madrid o la sevillana "Hoja del lunes".
En 1959 fue nombrado Periodista de Honor, en 1960 presidente del Ateneo de Sevilla, y durante años presidente de la Asociación de la Prensa sevillana, de la que fue presidente honorario perpetuo.
Nombrado Caballero con la Gran Cruz de la Orden del Mérito Civil y Comendador de la de Isabel la Católica, le fue donada también carta de Hermandad de la Comunidad Calasancia y la de las Hermanas de la Cruz. Buen cofrade, fue Hermano Mayor de la Hermandad de La Carretería de Sevilla, y durante 25 años y en varios tiempos, también de la Hermandad de Setefilla de su Lora natal.

## Obra
Además de sus innumerables artículos periodísticos, en el año 1975 publicó su libro Tradiciones de Lora y Setefilla, fruto de una importante labor de investigación realizada sobre su pueblo y su patrona.

## Reconocimientos
- En el año 1945 fue nombrado Hijo Predilecto de su Lora del Río natal, y con motivo de su 80 cumpleaños, su ayuntamiento le homenajeó con una placa en la casa donde nació.

- La Hermandad de Setefilla le tiene dedicada una placa-homenaje en los muros del propio santuario.

- El ayuntamiento loreño tiene rotulada con su nombre la céntrica calle donde nació.